# Unione Pianura Reggiana
L'Unione Pianura Reggiana è un'unione di comuni nata il 1º dicembre 2009 dalla decisione di sei comuni situati nel comprensorio afferente alla città di Correggio, nell'area settentrionale della provincia di Reggio Emilia.
L'Unione è erede della cessata Associazione intercomunale Reggio Nord ed è composta dai comuni di Campagnola Emilia, Correggio, Fabbrico, Rolo, Rio Saliceto e San Martino in Rio. Ha una estensione di 185 km² ed una popolazione di 55 639 abitanti.
Confina a nord con il comprensorio di Suzzara (MN), in Lombardia, e l'Unione Bassa Reggiana; a ovest con quest'ultima, l'Unione Terra di Mezzo e la città di Reggio Emilia; a sud con quest'ultima e l'Unione Tresinaro Secchia; a est con l'Unione delle Terre d'argine (MO).
La sede è collocata nella città di Correggio, comune più popoloso dell'Unione e principale centro della provincia dopo il capoluogo. Per oltre sei secoli piccola capitale dell'antico stato della Signoria di Correggio, Correggio è luogo natio di personalità illustri della storia, dell'arte, della cultura e della canzone italiane. Di queste, le più importanti sono: la signoria dei Da Correggio; il pittore Antonio Allegri, Leonarda Cianciulli conosciuta come la saponificatrice di Correggio, lo scrittore Pier Vittorio Tondelli e il cantante Luciano Ligabue. Attualmente Correggio è comune capodistretto, sede dell'ospedale distrettuale e del polo scolastico di istruzione superiore.

## Scopo
Obiettivi primari dell'Unione sono l'integrazione tra i comuni di funzioni quali Servizi sociali, gestione del personale, polizia locale, gare e appalti di fornitura di beni e servizi.

## Territorio
I comuni di Correggio, Campagnola Emilia, Rio Saliceto, Fabbrico, Rolo e San Martino in Rio sono situati a nord-est del comune di Reggio Emilia e confinano con la provincia di Modena. Il territorio presenta diverse aree artigianali e vaste zone agricole, in buona parte coltivate a seminativi irrigui e vigneti per la produzione del lambrusco. 
I comuni dell'Unione sono legati storicamente tra loro, anche attraverso una dinastia importante: quella dei Da Correggio e degli Estensi.
Il territorio dell'Unione fa parte del Distretto dell'industria tessile di Carpi.